# Ноттінгем
Но́ттінгем (англ. Nottingham) — місто у Великій Британії, в центральній частині Англії; унітарна одиниця в графстві Ноттінгемшир, Східний Мідленд. Місто розташоване на річці Трент, в 110 милях (180 км) на північний захід від Лондона, в 30 милях (48 км) на південний схід від Шеффілда і в 45 милях (72 км) на північний схід від Бірмінгема. Станом на 2020 рік населення Ноттінгема становило більше 330 000 осіб.

## Географія
У Ноттінгемську агломерацію входять міста-супутники та такі населені пункти: Арнольд, Керлтон, Вест Бріджфорд, Бістон, Стейплфорд. Навколишні села Ноттінгема: Гакнелл, Іствуд, Толлертон, Раддінгтон, а також Ілкестон і Лонг Ітон, які адміністративно підпорядковані Дербіширу.

## Історія
| Рік                         | Населення |
| --------------------------- | --------- |
| 4 століття                  | <37       |
| 10 століття                 | <1000     |
| 11 століття                 | 1,500     |
| 14 століття                 | 3,000     |
| початок 17 століття         | 4,000     |
| кінець 17 століття          | 5,000     |
| 1801                        | 29,000    |
| 1811                        | 34,000    |
| 1821                        | 40,000    |
| 1831                        | 51,000    |
| 1841                        | 53,000    |
| 1851                        | 58,000    |
| 1861                        | 76,000    |
| 1871                        | 87,000    |
| 1881                        | 159,000   |
| 1901                        | 240,000   |
| 1911                        | 260,000   |
| 1921                        | 269,000   |
| 1931                        | 265,000   |
| 1951                        | 306,000   |
| 1961                        | 312,000   |
| 1971                        | 301,000   |
| 1981                        | 278,000   |
| 1991                        | 273,000   |
| 2001                        | 275,000   |
| 2006                        | 286,400   |
| джерело: localhistories.org |           |

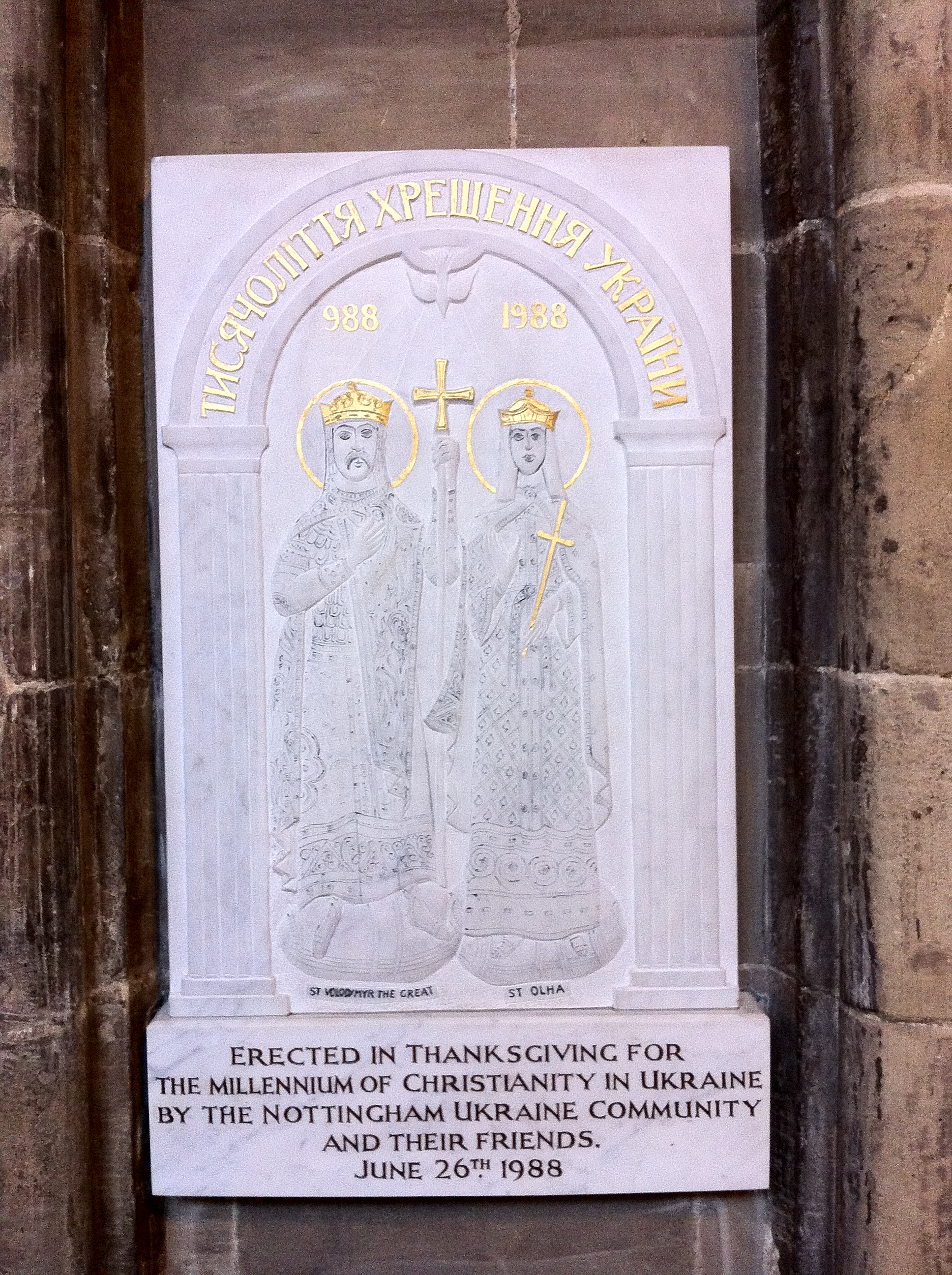
Кам'яна стела тисячоліттю Християнства в Україні, споруджена українсько-нотінгемським співтовариством, 26 червня 1988 року в церкві Святої Марії міста Ноттінгем

Ноттінгем серед інших міст Великій Британії вирізняється своїм середньовічним і доіндустріальним минулим. Перші поселення датується доримським періодом. Також на території Ноттінгему ймовірно були римські поселення.
У англо-саксонський час, близько 600 року, ці терени входили до складу королівства Мерсія. Територія, де зараз знаходиться місто Ноттінгем, у бритонській мові називалася «Tig Guocobauc», що українською означає «місце печерних поселень». Із саксонським завоюванням цією місцевістю керував саксонський вождь Снот, внаслідок чого й з'явився топонім «Сноттінгем», що дослівно означає «поселення людей Снотта». Снот заснував поселення на території, де тепер розташований Лейс Маркет.
У 867 році Ноттінгем був захоплений данськими вікінгами, і незабаром він став одним із воєнний фортів Данелагу.
В XI столітті був споруджений Ноттінгемський замок над річкою Лін. Англо-саксонське поселення перетворилося на англійське містечко Ноттінгем, мало свій міський суд і ратушу. Поселення почало розростатися навколо замку й на протилежному горбі й було французьким поселенням, яке підтримувало норманів у замку. З часом, простір між ними був забудований, а декількома століттями пізніше стара Площа Ринок (англ. Old Market Square) стала серцем Ноттінгема.
Розвитку міста в XV столітті сприяло виробництво гіпсових скульптур для церков і храмів (на релігійну тематику), якими майстри Ноттінгема успішно торгували й експортували їх у інші країни та регіони Англії. Містечко стало корпоративним графством (англ. corporate county) у 1449 році, що надало значних прав у самоврядуванні. Невдовзі замок і ратушу було скасовано, а приміщення використовували для церковного притулку Ноттінгемширу.
Протягом промислової революції головним джерелом процвітання Ноттінгема була текстильна промисловість. Зокрема, Ноттінгем був світовим центром виробництва линв. Проте швидкий економічний розвиток і неправильне планування адміністрації призвело до того, що у Ноттінгема з'явилася репутація міста із найжахливішими нетрями в усій Британській імперії, не включаючи Індії. Жителі цих бідних районів 1831 року повстали, протестуючи проти опозиціонерів реформи 1832, яка передбачала спалення Ноттінгемського замку.
Разом із загальним занепадом текстильної промисловості, Ноттінгемський сегмент цієї індустрії також зазнав занепаду, особливо в часі Другої світової війни, оскільки британські фабрики виявилися конкурентно неспроможними змагатися із підприємствами Азії. В наш час дуже мало текстильних підприємств працює у Ноттінгемі, але в час процвітання цієї промисловості було споруджено багато мануфактурних будівель у окрузі Лейс Маркет. Багато з них було відновлено і вони тепер знову працюють.

## Туризм
Ноттінгем є привабливим містом для туристів з усього світу. Особливо привабливим є нічне життя міста, його магазини, історичні та архітектурні пам'ятки, а також легендами про Робін Гуда, який відвідував Шервурдський ліс, Ноттінгемський замок. Найвизначнішими історичними пам'ятками центру Ноттінгема є Ноттінгемський замок, печерне місто, Лейс Маркет, галереї правосуддя та старовинні ноттінгемські паби.
Популярні парки та сади включають Воллатонський парк (близько п'ятисот акрів), Колвік Парк та інші.

### Ноттінгемський замок
Ноттінгемський замок розташований на крутій скелі, що робить його помітним на загальній панорамі старовинного центру міста. Існує думка про те, що замок у Ноттінгемі існував ще до Норманського завоювання. Проте, у такому випадку первинний замок мав би бути значно менший, не такий могутній, яким він був згодом, збудований у англо-саксонському архітектурному стилі.

## Спорт

### Футбол
У Ноттінгемі базуються два професійні футбольні клуби: «Ноттс Каунті» та «Ноттінгем Форест». Їхні стадіони, розташовані один проти одного на протилежних берегах річки Трент, відомі тим, що географічно є найближчими в англійській футбольній лізі. «Ноттс Каунті», створений у 1862 році, є найстарішим професійним футбольним клубом у світі. Він також був одним із засновників Футбольної ліги в 1888 році. Більшу частину своєї історії «Ноттс Каунті» грав домашні матчі на «Мідоу Лейн», який зараз вміщує близько 20 тисяч глядачів (усі місця сидячі).
«Ноттінгем Форест» під керівництвом Браяна Клафа ставав чемпіоном Англії в 1978 році й упродовж наступних двох сезонів двічі вигравав Кубок європейських чемпіонів. Клуб із 1898 року грає на стадіоні «Сіті Граунд», розташованому на південному березі річки Трент, «Ноттінгем Форест» приєднався до Футбольної ліги в 1892 році, через чотири роки після її створення, коли вона об'єдналася з конкуруючою лігою Футбольний альянс, а через 100 років, у 1992 році, клуб був серед засновників Прем'єр-ліги Англії. В травні 2022 року «Ноттінгем Форест» вперше з 1999 року вийшов до Прем'єр-ліги після перемоги над «Гаддерсфілд Таун» у фіналі плей-оф чемпіонату на стадіоні «Вемблі».
Стадіон «Сіті Граунд» приймав ігри групового етапу Чемпіонату Європи з футболу 1996 року.

### Інші види
Також у Ноттінгемі базується крокетний клуб «Ноттінгем Каунті Крікет Клаб» та регбійний клуб «Ноттінгем».

## Відомі особистості

### Уродженці
- Томас Кранмер (1489—1556) — перший протестантський архієпископ Кентерберійський
- Клауд Томас Стенфілд Мур (1853—1901) — британський художник
- Альма Ревілль (1899—1982) — англійський кінорежисер, сценарист та кіномонтажник
- Майкл Джейстон (* 1935 року) — англійський актор
- Роберт Гарріс (*1957) — англійський письменник, журналіст
- Ден Джарвіс (* 1972) — британський політик
- Келвін Вілсон (* 1985) — англійський футболіст, захисник.

### Українці Ноттінгему
- Петро Франчук (*25 червня 1901 — †22 червня 1977) — старшина Армії УНР.